# Józef Franciszek Sołtyk
Józef Franciszek Sołtyk  herbu własnego (zm. w 1735 roku) – wicemarszałek Trybunału Głównego Koronnego w 1723 roku, kasztelan lubelski w latach 1731–1735, kasztelan bełski w latach 1724–1731, podczaszy podolski.
Był synem Aleksandra Nikodema i jego pierwszej żony Zuzanny z Gołyńskich, bratem biskupa chełmińskiego Macieja Aleksandra i kasztelana  przemyskiego Mikołaja Aleksandra. W wojsku koronnym służył w chorągwi husarskiej, zapewne Józefa Potockiego, w 1702 jest wymieniony jako rotmistrz, czynnie popierał Stanisława Leszczyńskiego. W czasie bitwy z wojskiem koronnym pod Krotoszynem 28 czerwca 1712  przeszedł z licznymi chorągwiami na stronę hetmana Adama Sieniawskiego, w zamian za co uzyskał amnestię. Od grudnia 1712 był podczaszym podolskim, 26 listopada 1715 z grupą niezaangażowanej dotąd szlachty przybył do obozu pod Radzięcinem i przystąpił do konfederacji tarnogrodzkiej został dokooptowany do grona konsyliarzy. W 1723 obrano go na deputata do Trybunału Koronnego z województwa sandomierskiego. 26 marca 1724 uzyskał nominację na kasztelanię bełską. Starszy brat Sołtyka Maciej Aleksander współpracował blisko z nowo mianowanym w arcybiskupem gnieźnieńskim Teodorem Potockim. Dzięki temu otrzymał Józef starostwo łowickie oraz pełnił funkcję marszałka dworu prymasa. Brał udział w sejmie 1724 i 1726 w 1729 był na sejmie w Grodnie, 13 listopada 1731 otrzymał kasztelanię lubelską. Prawdopodobnie brał udział w obradach sejmu 1732 podpisał uchwałę posejmowej rady senatu. Był członkiem konfederacji generalnej zawiązanej 27 kwietnia 1733 roku na sejmie konwokacyjnym. Na elekcji we wrześniu 1733 opowiedział się za Stanisławem Leszczyńskim. Jako deputat podpisał pacta conventa Stanisława Leszczyńskiego w 1733 roku. Wyjechał z żoną i młodszymi synami do Gdańska, dokąd udali się król elekt i prymas. Po kapitulacji miasta i aresztowaniu prymasa przez Rosjan, Sołtykowa została także uwięziona i wywieziona do Elbląga. Jesienią 1734 powrócił Sołtyk w lubelskie. Zaangażował się w organizowanie konfederacji generalnej. Uczestniczył w zjeździe w Dzikowie i podpisał akt konfederacji 5 listopada 1734 roku. Brał udział w posiedzeniach generalności konfederackiej w Kolbuszowej, Jarosławiu i w Krakowie w styczniu 1735, gdzie prawdopodobnie odłączył się od konfederatów ze względu na nadwątlone zdrowie, zmarł wiosną 1735.

## Rodzina
Pod koniec 1712 ożenił się z Konstancją z Drzewickich, córką zmarłego w 1706 wojewody lubelskiego Aleksandra, która wniosła mu znaczne dobra na lubelszczyźnie wśród nich Zaklików, gdzie Sołtyk osiadł na stałe. Pozostawił sześciu synów:
- Tomasza wojewodę łęczyckiego
- Kajetana Ignacego biskupa krakowskiego
- Macieja kasztelana warszawskiego
- Feliksa, starostę zwinogrodzkiego, pułkownika kawalerii
- Tadeusz i Józef Teodor zostali zakonnikami.